# ديفيد أو. ليفيت
ديفيد أو. ليفيت (بالإنجليزية: David O. Leavitt)‏ هو محامي أمريكي، ولد في 30 أكتوبر 1963.